# Liste der Stolpersteine in Wiesbaden-Sonnenberg
 Info: Angaben zu Eigenschaften, welche alle Teillisten für Wiesbaden gemeinsam haben, sind unter Liste der Stolpersteine in Wiesbaden zu finden.

## Liste
| Adresse                  | Name                            | Inschrift mit Ergänzungen                                                                                      | Verlegedatum  | Bild | Anmerkung |
| ------------------------ | ------------------------------- | --- | ------------- | ---- | --- |
| Danziger Straße 85 ·     | Johanna Bender                  | Hier wohnte Johanna Bender Jg. 1874 Eingewiesen Jüdisches Krankenhaus Frankfurt Tot 9.9.1942                   | 13. Okt. 2010 |      | |
| Schuppstraße 1 ·         | Berta Cahn geb. Jacoby          | Hier wohnte Berta Cahn geb. Jacoby Jg. 1891 Deportiert 1942 Lublin Ermordet in Sobibor                         | 4. Okt. 2011  |      | |
| Schuppstraße 1 ·         | Herbert Cahn                    | Hier wohnte Herbert Cahn Jg. 1920 Deportiert 1942 Lublin Ermordet in Sobibor                                   | 4. Okt. 2011  |      | |
| Schuppstraße 1 ·         | Ingeborg Cahn                   | Hier wohnte Ingeborg Cahn Jg. 1931 Deportiert 1942 Lublin Ermordet in Sobibor                                  | 4. Okt. 2011  |      | |
| Rambacher Straße 11 ·    | Franziska Levita geb. Gutmann   | Hier wohnte Franziska Levita geb. Gutmann Jg. 1862 Deportiert 1942 Theresienstadt Treblinka Ermordet 19.9.1942 | 10. Dez. 2007 |      | Zur Erinnerung an Ludwig, Frieda und Franziska Levita aus Wiesbaden-Sonnenberg Ludwig Levita (genannt Louis) war zusammen mit seinem jüngeren Bruder Arthur Inhaber einer gut gehenden Metzgerei und eines Viehhandels in der Rambacher Str. 11 in Sonnenberg. Infolge der Boykottmaßnahmen der Nazis gegen jüdische Geschäfte, insbesondere Metzgereien, mussten die Brüder Levita ihr Geschäft im Jahre 1936 aufgeben. Ihre Kunden seien, so eine Zeitzeugin, von einer Nachbarin fotografiert, in der Presse namentlich bloßgestellt und auf diese Weise unter Druck gesetzt worden. |
| Rambacher Straße 11 ·    | Frieda Levita geb. De Vries     | Hier wohnte Frieda Levita geb. De Vries Jg. 1886 Deportiert 1942 Lublin Ermordet 1942 in Sobibor               | 10. Dez. 2007 |      | Zur Erinnerung an Ludwig, Frieda und Franziska Levita aus Wiesbaden-Sonnenberg Ludwig Levita (genannt Louis) war zusammen mit seinem jüngeren Bruder Arthur Inhaber einer gut gehenden Metzgerei und eines Viehhandels in der Rambacher Str. 11 in Sonnenberg. Infolge der Boykottmaßnahmen der Nazis gegen jüdische Geschäfte, insbesondere Metzgereien, mussten die Brüder Levita ihr Geschäft im Jahre 1936 aufgeben. Ihre Kunden seien, so eine Zeitzeugin, von einer Nachbarin fotografiert, in der Presse namentlich bloßgestellt und auf diese Weise unter Druck gesetzt worden. |
| Rambacher Straße 11 ·    | Ludwig Levita                   | Hier wohnte Ludwig Levita Jg. 1886 Deportiert 1942 Mauthausen Ermordet 7.4.1942                                | 10. Dez. 2007 |      | Zur Erinnerung an Ludwig, Frieda und Franziska Levita aus Wiesbaden-Sonnenberg Ludwig Levita (genannt Louis) war zusammen mit seinem jüngeren Bruder Arthur Inhaber einer gut gehenden Metzgerei und eines Viehhandels in der Rambacher Str. 11 in Sonnenberg. Infolge der Boykottmaßnahmen der Nazis gegen jüdische Geschäfte, insbesondere Metzgereien, mussten die Brüder Levita ihr Geschäft im Jahre 1936 aufgeben. Ihre Kunden seien, so eine Zeitzeugin, von einer Nachbarin fotografiert, in der Presse namentlich bloßgestellt und auf diese Weise unter Druck gesetzt worden. |
| An der Stadtmauer 4 ·    | Mina Marx geb. Adler            | Hier arbeitete Mina Marx geb. Adler Jg. 1874 Deportiert 1942 Theresienstadt Ermordet 15.5.1944 Auschwitz       | 4. Okt. 2011  |      | Zur Erinnerung Moritz Marx und Mina Marx, geb. Adler Seit spätestens 1914 führte das Ehepaar Marx in der früheren Langgasse 4 in Wiesbaden-Sonnenberg gemeinsam mit Moritz’ Bruder Julius eine Metzgerei. Diese musste bereits 1933 unter den Schikanen der Nationalsozialisten leiden. Im Oktober 1937 versuchte der Viehwirtschaftsverband Hessen-Nassau Moritz Marx, der sich auch als Viehhändler betätigte, aus dem Beruf zu verdrängen. Ihm solle die Zulassung zum Viehhandel „widerrufen“ werden, heißt es in einem Schreiben an das Finanzamt und man bat zu prüfen, ob es nicht Unregelmäßigkeiten, Unzuverlässigkeiten oder gar Steuerrückstände gäbe. Im Jahr 1938 hat Moritz Marx seine Metzgerei endgültig aufgegeben. |
| An der Stadtmauer 4 ·    | Moritz Marx                     | Hier arbeitete Moritz Marx Jg. 1870 Deportiert 1942 Theresienstadt Tot 27.4.1944                               | 4. Okt. 2011  |      | Zur Erinnerung Moritz Marx und Mina Marx, geb. Adler Seit spätestens 1914 führte das Ehepaar Marx in der früheren Langgasse 4 in Wiesbaden-Sonnenberg gemeinsam mit Moritz’ Bruder Julius eine Metzgerei. Diese musste bereits 1933 unter den Schikanen der Nationalsozialisten leiden. Im Oktober 1937 versuchte der Viehwirtschaftsverband Hessen-Nassau Moritz Marx, der sich auch als Viehhändler betätigte, aus dem Beruf zu verdrängen. Ihm solle die Zulassung zum Viehhandel „widerrufen“ werden, heißt es in einem Schreiben an das Finanzamt und man bat zu prüfen, ob es nicht Unregelmäßigkeiten, Unzuverlässigkeiten oder gar Steuerrückstände gäbe. Im Jahr 1938 hat Moritz Marx seine Metzgerei endgültig aufgegeben. |
| Tennelbachstraße 21 ·    | Ida Henriette Moser geb. Hirsch | Hier wohnte Ida Henriette Moser geb. Hirsch Jg. 1899 Deportiert 1942 Theresienstadt Auschwitz Für tot erklärt  | 13. Apr. 2005 |      | Das Ehepaar Moser wohnte seit etwa 1920 in Wiesbaden in einem Haus in der Tennelbachstraße. Paul Moser, der an den Technischen Hochschulen München und Darmstadt studiert hatte, war Diplom-Ingenieur und muss als solcher ein sehr findiger und gefragter Spezialist gewesen sein. Er war vor seinem Umzug nach Wiesbaden zunächst Hauptingenieur der Firma Elektra GmbH Essen/Ruhr, fungierte als Berater für verschiedene Kraftstromwerke, Zechen und Gaswerke, außerdem für die Königlichen Maschinenbauschulen-Gewerke sowie für Schulen und Gymnasien, in denen elektrische Anlagen unter seiner Leitung installiert wurden. Bereits vor der Machtergreifung der Nationalsozialisten muss Paul aufgrund seines jüdischen Glaubens Diskriminierungen ausgesetzt gewesen sein, denn während seines Studiums trug er noch den Nachnamen Moses, den er später in Moser änderte. |
| Tennelbachstraße 21 ·    | Ilse Charlotte Moser            | Hier wohnte Ilse Charlotte Moser Jg. 1921 Flucht 1939 England Überlebt                                         | 13. Apr. 2005 |      | Das Ehepaar Moser wohnte seit etwa 1920 in Wiesbaden in einem Haus in der Tennelbachstraße. Paul Moser, der an den Technischen Hochschulen München und Darmstadt studiert hatte, war Diplom-Ingenieur und muss als solcher ein sehr findiger und gefragter Spezialist gewesen sein. Er war vor seinem Umzug nach Wiesbaden zunächst Hauptingenieur der Firma Elektra GmbH Essen/Ruhr, fungierte als Berater für verschiedene Kraftstromwerke, Zechen und Gaswerke, außerdem für die Königlichen Maschinenbauschulen-Gewerke sowie für Schulen und Gymnasien, in denen elektrische Anlagen unter seiner Leitung installiert wurden. Bereits vor der Machtergreifung der Nationalsozialisten muss Paul aufgrund seines jüdischen Glaubens Diskriminierungen ausgesetzt gewesen sein, denn während seines Studiums trug er noch den Nachnamen Moses, den er später in Moser änderte. |
| Tennelbachstraße 21 ·    | Margret Irma Moser              | Hier wohnte Margret Irma Moser Jg. 1922 Flucht 1939 England Überlebt                                           | 13. Apr. 2005 |      | Das Ehepaar Moser wohnte seit etwa 1920 in Wiesbaden in einem Haus in der Tennelbachstraße. Paul Moser, der an den Technischen Hochschulen München und Darmstadt studiert hatte, war Diplom-Ingenieur und muss als solcher ein sehr findiger und gefragter Spezialist gewesen sein. Er war vor seinem Umzug nach Wiesbaden zunächst Hauptingenieur der Firma Elektra GmbH Essen/Ruhr, fungierte als Berater für verschiedene Kraftstromwerke, Zechen und Gaswerke, außerdem für die Königlichen Maschinenbauschulen-Gewerke sowie für Schulen und Gymnasien, in denen elektrische Anlagen unter seiner Leitung installiert wurden. Bereits vor der Machtergreifung der Nationalsozialisten muss Paul aufgrund seines jüdischen Glaubens Diskriminierungen ausgesetzt gewesen sein, denn während seines Studiums trug er noch den Nachnamen Moses, den er später in Moser änderte. |
| Tennelbachstraße 21 ·    | Paul Moser                      | Hier wohnte Paul Moser Jg. 1875 Deportiert 1942 Theresienstadt Tot 28.9.1942                                   | 13. Apr. 2005 |      | Das Ehepaar Moser wohnte seit etwa 1920 in Wiesbaden in einem Haus in der Tennelbachstraße. Paul Moser, der an den Technischen Hochschulen München und Darmstadt studiert hatte, war Diplom-Ingenieur und muss als solcher ein sehr findiger und gefragter Spezialist gewesen sein. Er war vor seinem Umzug nach Wiesbaden zunächst Hauptingenieur der Firma Elektra GmbH Essen/Ruhr, fungierte als Berater für verschiedene Kraftstromwerke, Zechen und Gaswerke, außerdem für die Königlichen Maschinenbauschulen-Gewerke sowie für Schulen und Gymnasien, in denen elektrische Anlagen unter seiner Leitung installiert wurden. Bereits vor der Machtergreifung der Nationalsozialisten muss Paul aufgrund seines jüdischen Glaubens Diskriminierungen ausgesetzt gewesen sein, denn während seines Studiums trug er noch den Nachnamen Moses, den er später in Moser änderte. |
| An der Stadtmauer 9–11 · | Emil Neumann                    | Hier wohnte Emil Neumann Jg. 1867 Deportiert 1942 Theresienstadt Ermordet in Treblinka                         | 21. Feb. 2006 |      | |
| An der Stadtmauer 9–11 · | Johanna Neumann                 | Hier wohnte Johanna Neumann geb. Meyer Jg. 1870 Deportiert 1942 Theresienstadt Ermordet 21.9.1942              | 21. Feb. 2006 |      | |
| Parkstraße 59 ·          | Heinrich Rothschild             | Hier wohnte Heinrich Rothschild Jg. 1861 Deportiert 1942 Theresienstadt Tot 2.1.1943                           | 3. Mai 2011   |      | Zur Erinnerung an Heinrich Rothschild und seine Frau Ida, geb. Weil |
| Parkstraße 59 ·          | Ida Rothschild geb. Weil        | Hier wohnte Ida Rothschild geb. Weil Jg. 1869 Deportiert 1942 Theresienstadt Tot 8.10.1942                     | 3. Mai 2011   |      | Zur Erinnerung an Heinrich Rothschild und seine Frau Ida, geb. Weil |
| Danziger Straße 75 ·     | August Spiegel                  | Hier wohnte August Spiegel Jg. 1860 Selbstmord 25.8.1942                                                       | 15. Sep. 2005 |      | Im März 1930 verkauften August und Ida Spiegel ihre Apotheke in Lauterecken in der Pfalz und zogen nach Wiesbaden, um ihre letzten Lebensjahre in der Nähe ihrer Angehörigen zu verbringen. Wie alle Juden verloren August und Ida Spiegel im „Dritten Reich“ alle Rechte, wurden verfolgt und unterdrückt. Nikolaus Prediger, als Sozialdemokrat selbst ständig Nachstellungen und Pressionen der Nazis ausgesetzt, stand den Spiegels bei. Mit seiner Familie versorgte er die hochbetagten Menschen regelmäßig mit Lebensmitteln und linderte so nach Kräften ihre Not. |
| Danziger Straße 75 ·     | Ida Spiegel geb. Ganz           | Hier wohnte Ida Spiegel geb. Ganz Jg. 1862 Selbstmord 25.8.1942                                                | 15. Sep. 2005 |      | Im März 1930 verkauften August und Ida Spiegel ihre Apotheke in Lauterecken in der Pfalz und zogen nach Wiesbaden, um ihre letzten Lebensjahre in der Nähe ihrer Angehörigen zu verbringen. Wie alle Juden verloren August und Ida Spiegel im „Dritten Reich“ alle Rechte, wurden verfolgt und unterdrückt. Nikolaus Prediger, als Sozialdemokrat selbst ständig Nachstellungen und Pressionen der Nazis ausgesetzt, stand den Spiegels bei. Mit seiner Familie versorgte er die hochbetagten Menschen regelmäßig mit Lebensmitteln und linderte so nach Kräften ihre Not. |